# Mihail Vasiljevič Ostrogradski
Mihail Vasiljevič Ostrogradski (Pašenna, 24. rujna 1801. – Poltava, 1. siječnja 1862.), ukrajinski matematičar. Školovao se u Harkovu (od 1816. do 1820.), a zatim u Parizu (od 1822. do 1828.) kod Augustin Louis Cauchyja, Pierre-Simon Laplacea i Joseph Fourier. Profesor časničkih razreda na učilištima u Sankt Peterburgu (od 1828.), te član Sanktpeterburške akademije znanosti od 1830., kao i nekoliko europskih akademijâ i znanstvenih društava. Jedan je od osnivača takozvane petrogradske matematičke škole. Njegova matematička istraživanja odnose se na analizu, teorijsku mehaniku i matematičku fiziku. Godine 1828. postavio je jednakost za pretvaranje volumnog integrala u plošni (koja je bila poznata i Carl Friedrich Gaussu):
{\displaystyle \iiint _{V}\left({\partial P \over \partial x}+{\partial Q \over \partial y}+{\partial R \over \partial z}\right)dx\,dy\,dz=\iint _{S}\left(P\,dy\,dz+Q\,dz\,dx+R\,dx\,dy\right)}
gdje je: V - jednostavno povezani obujam (volumen), a S - vanjska strana plohe koja ga omeđuje. Godine 1834. tu je jednakost poopćio i na slučaj n-terostrukih integrala (kao i George Green) te se ona i u tom obliku pokazala vrlo značajnom u modernoj diferencijalnoj geometriji (Ostrogradski-Green-Gaussov teorem).